# Estádio de San Mamés
O Estádio de San Mamés Barria é um estádio multiúsos localizado na cidade de Bilbau na Espanha. É a casa do Athletic Club, seu proprietário, e foi inaugurado em 16 de setembro de 2013. A construção custou 173 milhões de euros e foi confirmada pela UEFA como uma das 13 sedes da Eurocopa de 2020. Mas posteriormente, a sede foi transferida para o Estádio Ramón Sánchez Pizjuán em Sevilha, devido as restrições de público impostas pela pandemia de COVID-19. Em 2023, a UEFA anunciou que o estádio sediaria as finais da Liga dos Campeões da UEFA Feminina de 2024 e Liga Europa da UEFA de 2024-25.

## História

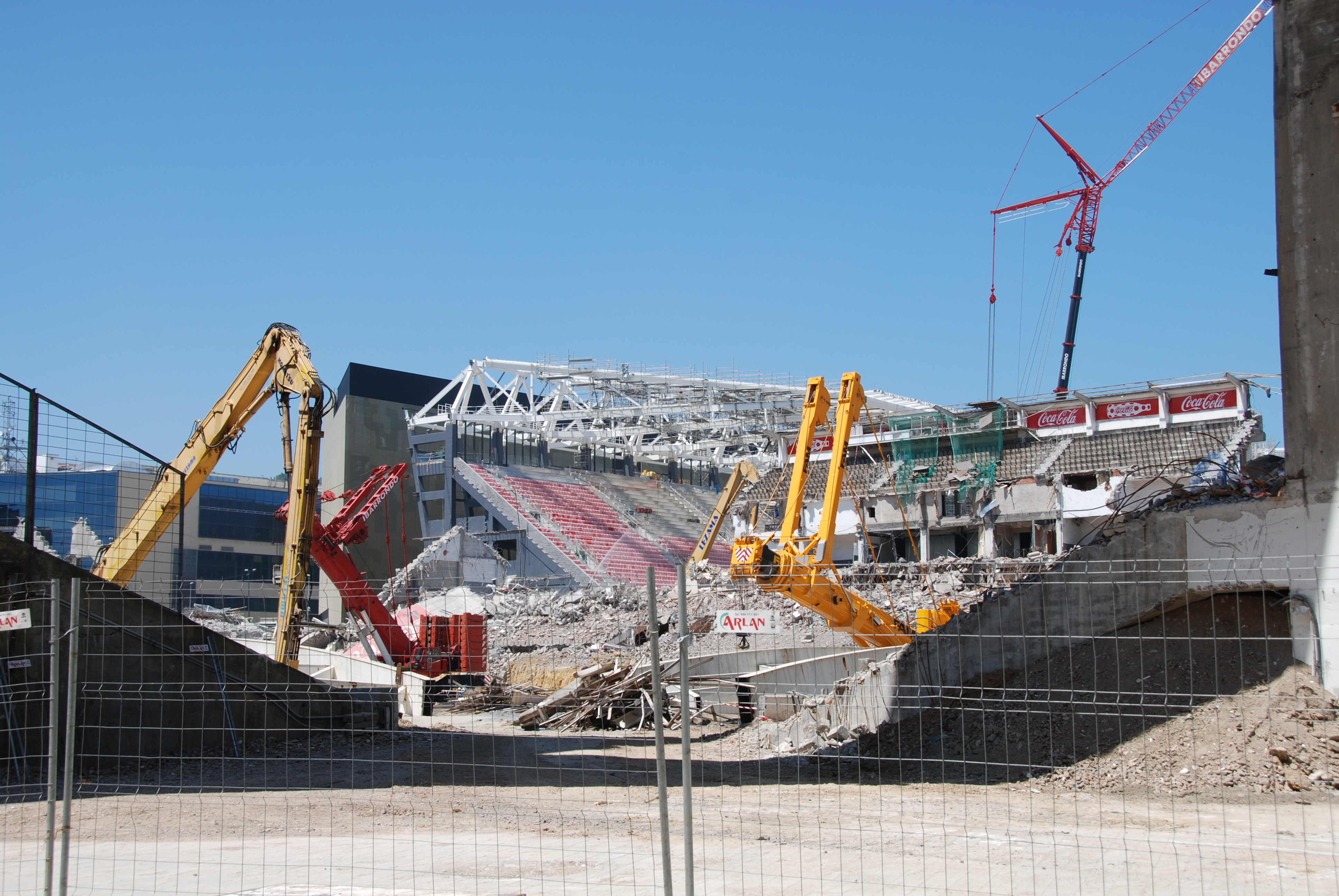
Antigo estádio sendo demolido, Junho de 2013

Os primeiros estágios do planejamento ocorreram em 2004, com contratos iniciais assinados no final de 2006, depois de receberem a aprovação para construir em março de 2006. O novo estádio seria construído ao lado dos atuais San Mamés, em terra ocupada até 2003 pela Feira Internacional de Bilbau. No dia 26 de maio de 2010, às 12h, a cerimônia de inauguração aconteceu no antigo Estádio San Mamés.
Em uma exposição simbólica, um pedaço de grama e um tijolo da fachada foram removidos do estádio antigo e levados para o local de construção adjacente por uma corrente humana, incluindo os famosos jogadores Iribar, Aitor Larrazábal, Iturraspe e Muniain, bem como membros do sistema juvenil. A equipe feminina, a equipe de reserva e seus mais antigos e mais jovens inscritos.
Inicialmente, três quartos do novo estádio foram construídos e, em seguida, os jogos tiveram lugar, enquanto o antigo foi demolido para dar espaço para completar a nova arena.
Apesar dos problemas econômicos que o país estava passando na época, especialmente o povo basco, 52,6% do custo total de 211 milhões de euros (178 milhões de euros) do estádio foram pagos por instituições públicas — alguns pelo Governo do País Basco, alguns pelo ayuntamiento de Bilbau e alguns pelo Conselho Provincial de Biscaia (50 milhões de euros incluindo terra), com a ressalva de que o estádio incluiria instalações para uso do público, como um centro de lazer e centro de esportes.

## Inauguração

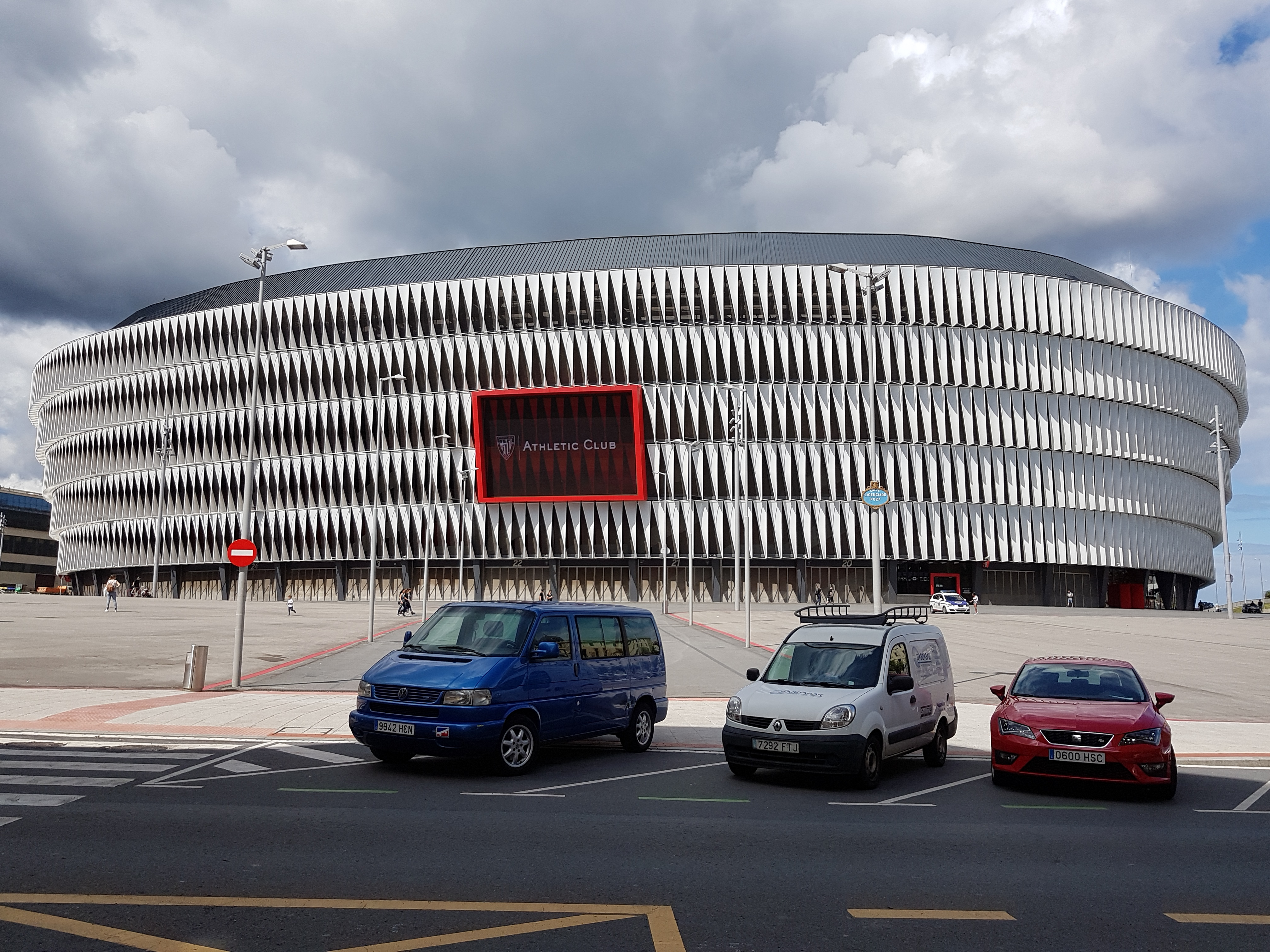
Vista exterior de San Mamés

O novo San Mamés foi inaugurado em 16 de setembro de 2013, 102 dias após o último jogo que aconteceu no antigo estádio, a primeira partida foi às 22:00 horas, com um jogo entre o Athletic Club e o Celta de Vigo que terminou com a vitória do Athletic Bilbao por 3x2.

## Concertos musicais
A banda de rock Guns N' Roses fez um show no dia 30 de maio de 2017, sendo o primeiro evento musical que aconteceu neste local.